# Landri de Durnes
Pour les articles homonymes, voir Landri.
 (octobre 2008).
Si vous disposez d'ouvrages ou d'articles de référence ou si vous connaissez des sites web de qualité traitant du thème abordé ici, merci de compléter l'article en donnant les références utiles à sa vérifiabilité et en les liant à la section « Notes et références ».
Landri ou Landry de Durnes ou encore Landric de Dornac est l'évêque de Lausanne entre 1160 et 1174, succédant à Amédée de Clermont dit de Lausanne.

## Biographie
Il est issu d'une famille noble de Franche-Comté. Le château de Durnes, berceau de la famille, s'élevait dans le bailliage d'Ornans, près de Besançon. 
Avant son épiscopat on le retrouve dès 1145 comme doyen de Saint-Jean de Besançon. Il fut sacré évêque en 1160 par Humbert de Scey son archevêque. C'est durant son épiscopat que fut décidé l'érection de la cathédrale Notre-Dame de Lausanne.
Il fut accusé auprès du Pape d'être impudique et incapable de gouverner une Église. Il prévint  la flétrissure d'une déposition, en résignant volontairement l'épiscopat entre les mains du Pontife, après avoir tenu le siège quatorze ans (1174). Le pape, ayant reçu la résignation de Landric, choisit lui-même un évêque à l'Église de Lausanne, et lui envoya un Italien, nommé Roger, natif d'un bourg de la Toscane, appelé VIcus Pisanus.
Landri a renforcé la défense des terres épiscopale, notamment en construisant le donjon du château d'Ouchy.